# Aper El
Aper El, o Aperia (fl. XIV secolo a.C.), è stato il visir del Nord e governatore di Menfi durante i regni di Amenhotep III e Akhenaton, sovrani della XVIII dinastia egizia.
Altri suoi titoli furono Generale di cavalleria e Primo profeta di Aton, nonché Padre del Dio.

## Scoperta della tomba
Nel deserto occidentale di Saqqara, in una delle sue vaste necropoli, la tomba di Aper El e la sua memoria sparirono sotto tonnellate di roccia fino a quando l'archeologo francese Alain Zivie, nel 1973, non decise di esplorare le già depredate tombe rupestri del Nuovo Regno situate nella falesia, proprio sotto il tempio della dea Bastet, chiamato in greco Bubasteion.
Nel 1987 una tomba tra le tante attirò la sua attenzione perché i geroglifici rivelarono subito un proprietario importante, un visir di nome Aper El o Aperia, poiché entrambi i nomi apparivano nelle iscrizioni in geroglifico della sepoltura.
Nel 1989 fu raggiunta la camera funeraria che risultò colma di detriti e pezzi di legno, dovuti alla furia distruttiva dei saccheggiatori, ma furono anche ritrovati un pesce in avorio, una stele, ushabti, scarabei e vasi canopi con il loro contenuto mummificato.

## La sepoltura
Nella camera funeraria vennero ritrovati, ancor prima dei resti del titolare, uno scheletro di donna ed una mummia maschile; la loro identificazione successiva confermò l'ipotesi che si trattasse di una tomba di famiglia.
Lo scheletro apparteneva infatti alla sposa del visir il cui nome era Tausret, che significava "La potente", ed aveva il titolo di Signora della casa. Era rappresentata, idealizzata, in una scultura di squisita fattura ed i suoi vasi canopi erano scolpiti in fine alabastro.
La mummia altri non era che il figlio di Aper El, chiamato Huy che fu Generale dei carri, Scriba responsabile delle reclute e in quanto tale anche selezionatore del Corpo scelto del re, sotto Akhenaton. La sua sepoltura risulta non anteriore all'anno 10 del regno di questo sovrano.

Nella tomba si menzionano altri due figli di Aper El e Tausret: un ufficiale di nome Seny ed Hatiay, che fu sacerdote di Nefertum.
Aper El, trovato per ultimo, aveva le braccia ancora rivestite d'oro e la testa rovesciata all'indietro ma nel sarcofago la mummia era bloccata in una dura massa scura che conteneva ancora una corona e qualche anello in oro. La sua immagine era rappresentata sui vasi canopi che recavano anche il suo nome.
Le tre mummie risultavano avere ognuna tre sarcofagi lignei mummiformi, uno dentro l'altro, in origine ricoperti d'oro ancora intarsiati con paste vitree e maschere funebri, mentre la tomba era affrescata in stile amarniano, molto raro a Menfi e che la rende quasi un'eccezione.

Anche il fatto che Tausret venne inumata, al pari del marito, in un set di ben tre bare lignee rappresenta un caso forse unico nell'ambito del Nuovo Regno, forse un indizio sulla sua importanza.

## Il nome
Gli studi sulla sepoltura di Aper El non hanno però rivelato il segreto del suo nome, che non è del tutto egizio:
| apr | r · mDAt | i | A |

Apr-i3 oppure ˁpr-i3l: potrebbe significare "Servitore del dio El", divinità non appartenente al pantheon egizio ma all'Oriente ed ai Semiti.

Per questo motivo in Aper El, come del resto in vari personaggi di sangue mediorientale che frequentavano la corte dell'epoca (ad esempio Yuya, padre del futuro faraone Ay), si è cercato di vedere il personaggio biblico di Giuseppe.